# کوموسوو
کوموسوو (به لهستانی:  Komosewo) یک روستا در لهستان است که در گمینا وانسوش (استان پودلاسکی) واقع شده‌است.